# Казённый (Новоузенский район)
Казённый —хутор в Новоузенском районе Саратовской области в составе сельского поселения Радищевское муниципальное образование. 

## География
Находится на расстоянии примерно 21 километра по прямой на запад от районного центра города Новоузенск.

## История
Официальная дата основания 1954 год.

## Население
Постоянное население составило 6 человек (83% казахи) в 2002 году, 5 в 2010.